# Ligia
Ligia är ett släkte av kräftdjur som beskrevs av Fabricius 1798. Ligia ingår i familjen gisselgråsuggor.

## Bildgalleri

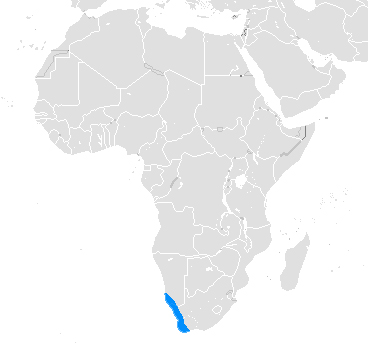
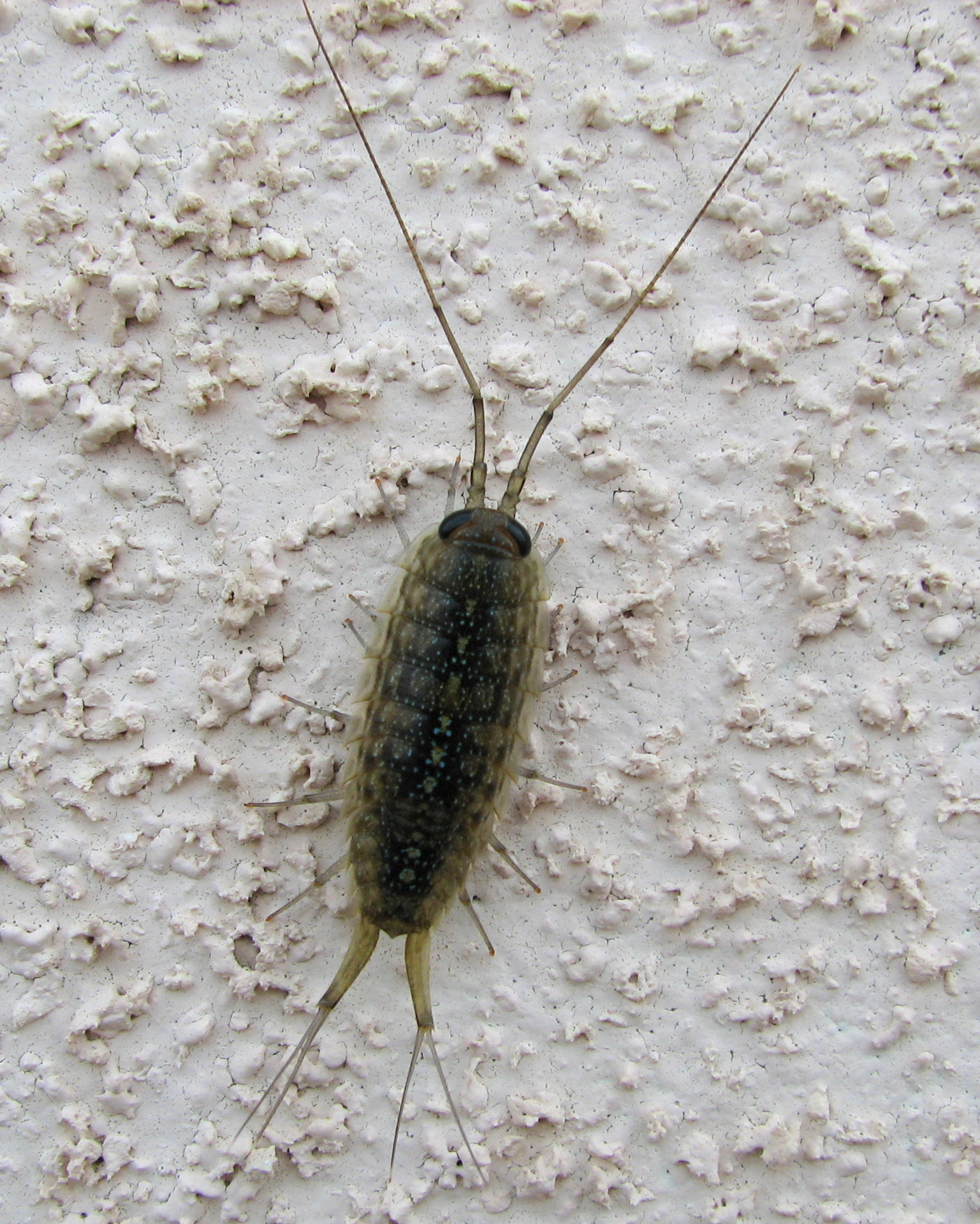

## Dottertaxa tillLigia, i alfabetisk ordning[1][2]
- Ligia australiensis
- Ligia baudiniana
- Ligia boninensis
- Ligia cajennensis
- Ligia cinerascens
- Ligia cursor
- Ligia curvata
- Ligia dentipes
- Ligia dilatata
- Ligia dioscorides
- Ligia exotica
- Ligia ferrarai
- Ligia filicornis
- Ligia glabrata
- Ligia gracilipes
- Ligia hachijoensis
- Ligia hawaiensis
- Ligia italica
- Ligia latissima
- Ligia litigiosa
- Ligia malleata
- Ligia miyakensis
- Ligia natalensis
- Ligia novae-zealandiae
- Ligia occidentalis
- Ligia oceanica
- Ligia pallasii
- Ligia pallida
- Ligia perkinsi
- Ligia philoscoides
- Ligia pigmentata
- Ligia platycephala
- Ligia quadrata
- Ligia rugosa
- Ligia saipanensis
- Ligia simoni
- Ligia vitiensis
- Ligia yamanishii